# Skyscraper Museum
Fundat en 1997, el Skyscraper Museum (en català, Museu dels Gratacels) és un museu localitzat a la ciutat de Nova York (els Estats Units). Com el seu nom suggereix, el museu se centra en els gratacels com a "objectes de disseny, productes de la tecnologia, llocs de construcció i llocs de treball i residència".
El lloc original del museu estava situat molt prop del World Trade Center. Després dels atacs terroristes de l'11 de setembre, el museu va haver de tancar temporalment ja que el seu solar anava a ser utilitzat com a centre d'informació d'emergència. El març del 2004, el museu va reobrir les seves portes en la seva nova ubicació permanent al barri de Battery Park City, a la part sud de Manhattan. El nou emplaçament ha estat dissenyat per Roger Duffy de Skidmore, Owings & Merrill.
El 6 de setembre de 2006 el museu va obrir i va exhibir una història sobre la construcció de les Torres Bessones. L'exhibició inclou el model arquitectònic original de les Torres Bessones.
Carol Willis, professora de la Universitat de Colúmbia i historiadora d'obres arquitectòniques, és la directora fundacional del museu.